# Ida Ingemarsdotter
Ida Maria Erika Ingemarsdotter (Härjedalen, 26 aprile 1985) è un'ex fondista svedese.

## Biografia
Originaria di Sveg di Härjedalen, in Coppa del Mondo ha esordito il 18 febbraio 2004 a Stoccolma (24ª), ha ottenuto il primo podio il 6 dicembre 2009 a Düsseldorf (2ª) e la prima vittoria il 14 gennaio 2012 a Milano.
In carriera ha preso parte a tre edizioni dei Giochi olimpici invernali, Vancouver 2010 (non conclude la 30 km, 15ª nella sprint, 41ª nell'inseguimento, 5ª nella staffetta), Soči 2014 (5ª nella sprint, 3ª nella sprint a squadre, 1ª nella staffetta) e Pyeongchang 2018 (34ª nella 10 km, 13ª nella sprint), e a sette dei Campionati mondiali, vincendo sei medaglie.

## Palmarès

### Olimpiadi
- 2 medaglie:
  - 1 oro (staffetta a Soči 2014)
  - 1 bronzo (sprint a squadre a Soči 2014)

### Mondiali
- 6 medaglie:
  - 1 oro (sprint a squadre a Oslo 2011)
  - 5 argenti (staffetta a Oslo 2011; sprint a Val di Fiemme 2013; sprint a squadre, staffetta a Val di Fiemme 2013; sprint a squadre a Falun 2015)

### Mondiali juniores
- 2 medaglie:
  - 1 argento (sprint a Stryn 2004)
  - 1 bronzo (sprint a Rovaniemi 2005)

### Coppa del Mondo
- Miglior piazzamento in classifica generale: 12ª nel 2016
- 17 podi (6 individuali, 11 a squadre):
  - 7 vittorie (2 individuali, 5 a squadre)
  - 6 secondi posti (1 individuale, 5 a squadre)
  - 4 terzi posti (3 individuali, 1 a squadre)

#### Coppa del Mondo - vittorie
| Data             | Località         | Nazione   | Spec.                      |
| ---------------- | ---------------- | --------- | -------------------------- |
| 14 gennaio 2012  | Milano           | Italia    | SP TL                      |
| 15 gennaio 2012  | Milano           | Italia    | TS TL (con Hanna Erikson)  |
| 17 febbraio 2012 | Szklarska Poręba | Polonia   | SP TL                      |
| 18 gennaio 2015  | Otepää           | Estonia   | TS TL (con Stina Nilsson)  |
| 17 gennaio 2016  | Planica          | Slovenia  | TS TL (con Stina Nilsson)  |
| 14 gennaio 2018  | Dresda           | Germania  | TS TL (con Maja Dahlqvist) |
| 10 febbraio 2019 | Lahti            | Finlandia | TS TC (con Maja Dahlqvist) |

Legenda:

TL = tecnica libera

SP = sprint

TS = sprint a squadre

#### Coppa del Mondo - competizioni intermedie
- 3 podi di tappa:
  - 2 secondi posti
  - 1 terzo posto